# Olga Lara

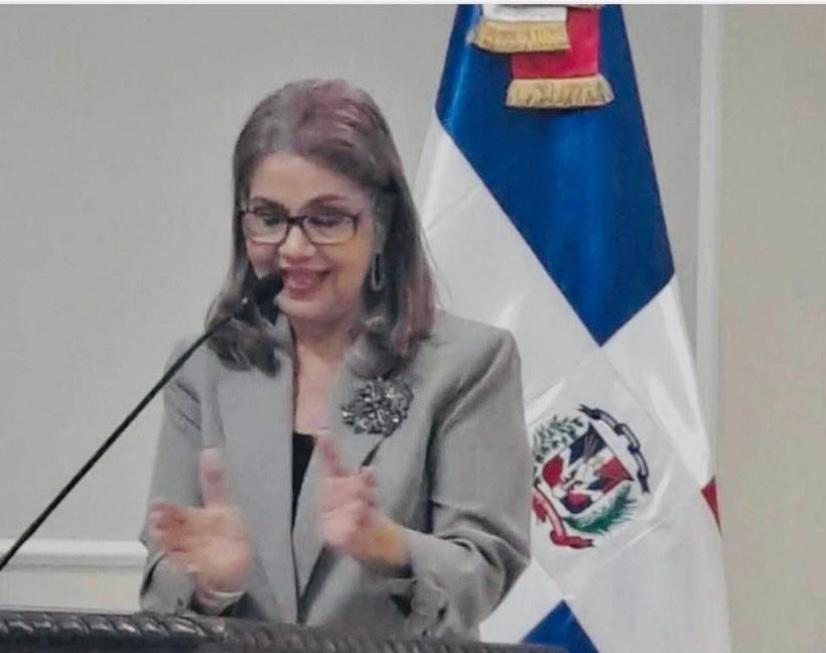
Olga Lara (2022)

Olga Francia Elena Lara D’Soto (* 16. September 1953 in Azua de Compostela) ist eine dominikanische Sängerin und Komponistin.
Lara hatte in ihrer Kindheit Klavier- und Gitarrenunterricht: Sie absolvierte bis 1977 am Colegio de Monjas San José eine Ausbildung als Fremdsprachensekretärin und arbeitete dann in verschiedenen Banken und Finanzinstituten sowie als Englischdozentin am Colegio Calazans. Ihre musikalische Laufbahn begann 1979, als ihr Talent von dem Kulturjournalisten Frank Natera entdeckt wurde. Gefördert von Bienvenido Bustamante López und dem Fernsehproduzenten Yaqui Núñez del Risco entstand ihre erste LP u. a. mit den Titeln “Te quiero mucho todavía”, “Me tiene sin cuidado”, “Hombre de Mundo”, “Cuando llegue mi invierno”, “Nadie jamás” und “Sé”.
Als Sängerin und Komponistin erhielt sie 1980 die Revelación del Año, 1982 wurde sie zur Cantante Popular del Año erklärt. Für die Lieder Aprenderé, Te quiero mucho todavía und Me estoy muriendo wurde sie 1983 neben Cheo Zorilla und Leonor Porcella de Brea als Songwriterin des Jahres nominiert. 1984 wurde ihre Ballade No te creas als Schallplatte des Jahres und Mi vida mit dem Premio El Dorado als Merengue des Jahres ausgezeichnet.
1993 erschien ihr Album La revancha, u. a. mit den Liedern La Revancha, No te vayas, Dame tu amor, Que otra se muera por ti und Amor a escondidas. Ihre Show Cristal im Teatro Nacional 1995 wurde mit dem Premio Casandra als Espectaculo del Año ausgezeichnet.